# Gare de Richwiller
Gare de Richwiller – stacja kolejowa w Richwiller, w departamencie Górny Ren, w regionie Grand Est, we Francji. Jest zarządzana przez SNCF (budynek dworca) i przez RFF (infrastruktura).
Została otwarta w 1841 przez Compagnie du chemin de fer de Strasbourg à Bâle. Od 11 grudnia 2011 jest zamknięta dla pociągów pasażerskich i obsługuje jedynie pociągi towarowe.

## Położenie
Znajduje się na linii Strasburg – Bazylea, na km 98,783, między stacjami Wittelsheim i Lutterbach, na wysokości 257 m n.p.m.

## Linie kolejowe
- Strasburg – Bazylea